# Stenocereus kerberi
Stenocereus kerberi là một loài thực vật có hoa trong họ Cactaceae. Loài này được (K. Schum.) A.C. Gibson & K.E. Horak miêu tả khoa học đầu tiên năm 1978.